# FUN TIME
『FUN TIME』（ファン・タイム）は、2017年7月12日に発売された杏里のライブ・アルバム。発売元はアイビーレコード。

## 概要
同年3月のライブハウスツアーの成功による手応えから、下旬にバンドメンバーが再結集、全く同じセットリストをスタジオライブとして一発録りしたキャリア初の作品。

## 収録曲
全編曲：小倉泰治
1. CATCH THE WIND
2. 缶ビールとデニムシャツ
3. ONE
4. LOVERS ON VENUS
5. Secret Lovers
6. Between The Sheets
7. MOVE ME
8. 悲しみがとまらない
9. CAT’S EYE
10. SUMMER CANDLES
11. オリビアを聴きながら
12. 嘘ならやさしく